# Lijst van voetbalinterlands Bahrein - Taiwan
Deze lijst van voetbalinterlands is een overzicht van alle officiële voetbalinterlands tussen de nationale teams van Bahrein en Taiwan (Chinees Taipei). De landen hebben tot nu toe vier keer tegen elkaar gespeeld, te beginnen met een vriendschappelijke wedstrijd in Taipei op 14 september 1986. Het laatste duel, een kwalificatiewedstrijd voor de Azië Cup 2019, vond plaats op 10 oktober 2017 in de Taiwanese hoofdstad.

## Wedstrijden
| № | Plaats | Datum             | Competitie                 | Wedstrijd                | Uitslag |
| - | ------ | ----------------- | -------------------------- | ------------------------ | ------- |
| 1 | Taipei | 14 september 1986 | Vriendschappelijk          | Chinees Taipei − Bahrein | 1 − 1   |
| 2 | Taipei | 16 september 1986 | Vriendschappelijk          | Chinees Taipei − Bahrein | 0 − 1   |
| 3 | Riffa  | 5 september 2017  | Azië Cup 2019 kwalificatie | Bahrein − Chinees Taipei | 5 − 0   |
| 4 | Taipei | 10 oktober 2017   | Azië Cup 2019 kwalificatie | Chinees Taipei − Bahrein | 2 − 1   |

## Samenvatting
| Competitie            | Totaal gespeeld | Winst Bahrein | Gelijk | Winst Chinees Taipei | Doelsaldo Bahrein – Chinees Taipei |
| --------------------- | --------------- | ------------- | ------ | -------------------- | ---------------------------------- |
| Azië Cup-kwalificatie | 2               | 1             | 0      | 1                    | 6 − 2                              |
| Vriendschappelijk     | 2               | 1             | 1      | 0                    | 2 − 1                              |
| Totaal                | 4               | 2             | 1      | 1                    | 8 − 3                              |

Wedstrijden bepaald door strafschoppen worden, in lijn met de FIFA, als een gelijkspel gerekend.